# Cratere Ayana
Ayana  è un cratere sulla superficie di Venere.